# Buzz Lightyear

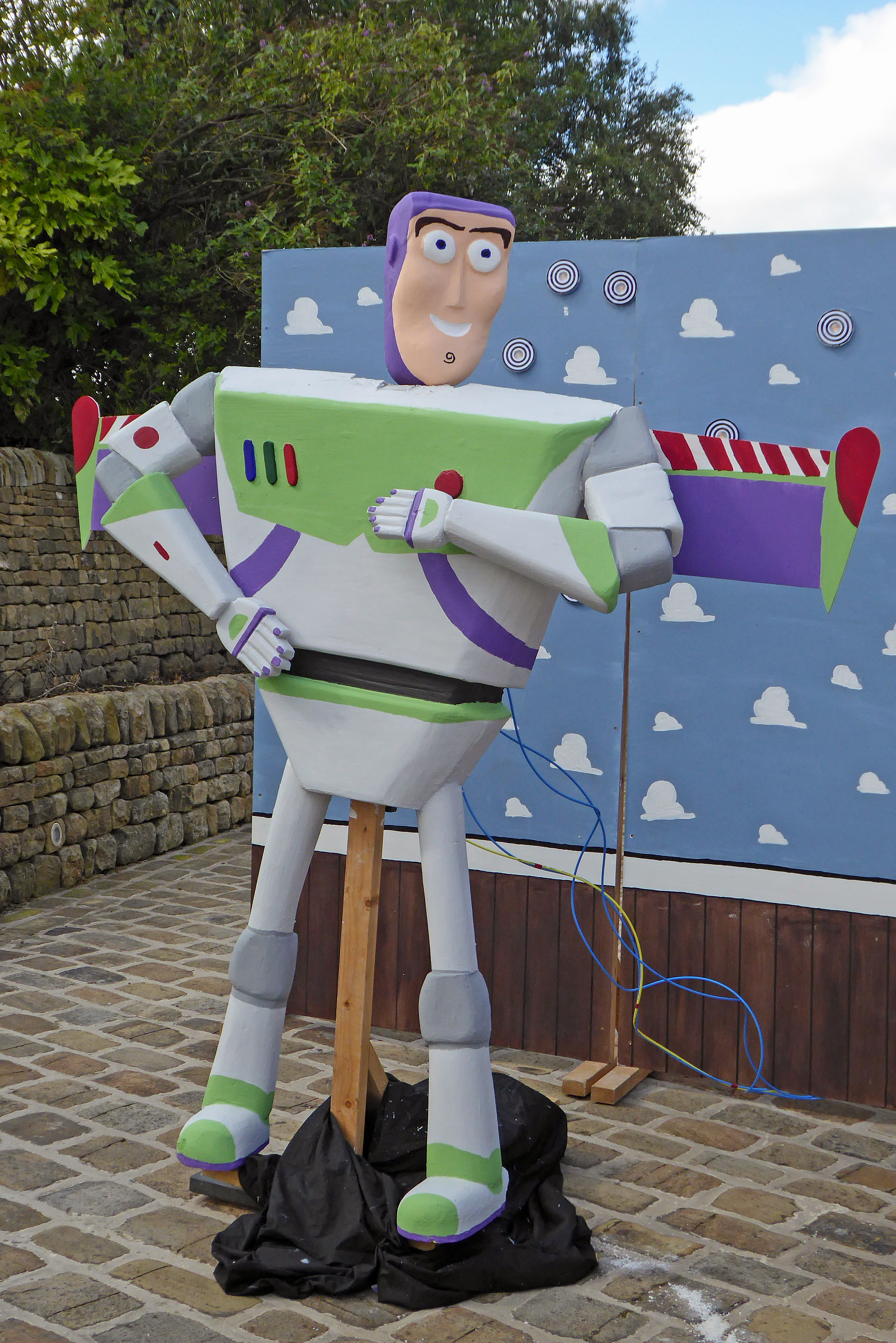

Buzz Lightyear is een personage uit de film Toy Story; hij speelt ook een belangrijke rol in de vervolgfilms Toy Story 2, 3 en 4. Daarnaast is hij de hoofdpersonage in de tekenfilmserie Buzz Lightyear of Star Command. Verder krijgt zijn inspiratiebron in het verhaal een eigen spin-off-film genaamd Lightyear.
Buzz is een levend actiefiguurtje, dat in de waan is een echte actieheld te zijn. Het personage is genoemd naar Buzz Aldrin, de tweede man ooit die voet op de maan zette.

## Stem
De originele stemacteur is Tim Allen, al werd de stem van Buzz in de televisieseries Toy Story Treats en Buzz Lightyear of Star Command verzorgd door respectievelijk Pat Fraley en Patrick Warburton. In de spin-off film Lightyear werd de stem van Buzz ingesproken door Chris Evans. Een oudere versie van Buzz Lightyear in de film Lightyear, die hierin bekend staat als Zurg, werd ingesproken door James Brolin. In Toy Story 2 werd de stem van Zurg ingesproken door Andrew Stanton. 
In de Nederlandse vertaling van de eerste Toy Story-film werd de stem gedaan door Coen van Vrijberghe de Coningh. In Toy Story 2 nam Kees Prins deze rol op zich nadat Van Vrijberghe de Coningh in 1997 overleed. Vanaf Toy Story 3 verzorgt Jan Elbertse de stem van Buzz Lightyear, net zoals in de nasynchronisatie van Buzz Lightyear of Star Command. In de Toy Story-games werd de Nederlandse stem van Buzz Lightyear ingesproken door Just Meijer (m.u.v. Toy Story 3, waarin Buzz net als in de film wordt ingesproken door Jan Elbertse). De Nederlandse stem van Buzz Lightyear in de spin-off film Lightyear werd ingesproken door Matteo van der Grijn. Een oudere versie van Buzz Lightyear in de film Lightyear, die hierin bekend staat als Zurg, werd ingesproken door Mark Rietman. In Toy Story 2 werd de Nederlandse stem van Zurg ingesproken door Arnold Gelderman. 

In de Vlaamse vertaling sprak Vic De Wachter de stem aan Buzz Lightyear in voor alle vier de films. De Vlaamse stem van Buzz Lightyear in de spin-off film Lightyear werd ingesproken door Louis Talpe. Een oudere versie van Buzz Lightyear in de film Lightyear, die hierin bekend staat als Zurg, werd ingesproken door Daan Hugaert. In Toy Story 2 werd de Vlaamse stem van Zurg ingesproken door Dirk Denoyelle. 
De Spaanse stand van Buzz Lightyear, die voorkomt in Toy Story 3, werd ingesproken door Javier Fernández-Peña.

## Verhaal
Buzz is een Space Ranger in dienst van Star Command. Hij is een van de verjaardagscadeaus voor Andy. Hij wordt meteen een populair speelgoedje in de kamer van Andy, maar niet iedereen is blij met zijn komst. Woody, die altijd al Andy's favoriet was, ziet zijn status afnemen. Hij beraamt een aanslag om Buzz uit de weg te ruimen, maar de gevolgen zijn verregaander dan Woody verwacht had. Woody trekt er dan op uit om Buzz – en eigenlijk ook zijn eigen hachje – te redden. Gaandeweg worden de twee dikke vrienden en voeren ze samen de speelgoedjes van Andy aan.

## Citaten
- "To infinity and beyond!" (origineel) / "Op naar de sterren, en daar voorbij" (Nederland) / "Oneindig ver, en verder" (Vlaanderen)
- "Buzz Lightyear to the rescue" (origineel) / "Buzz Lightyear komt je redden" (Nederlands & Vlaams) / "Buzz Lightyear al rescate" (Spaans)
- "Buzz Lightyear, tot uw dienst"
- "I am Buzz Lightyear, I come in peace" (origineel) / "Mijn naam is Buzz Lightyear, ik kom in vrede" (Nederlands & Vlaams)

## In andere media

### Computerspelen
Sinds 2013 is er een verzamelfiguur van het personage Buzz Lightyear voor het computerspel Disney Infinity. Zodra deze figuur op een speciale plaats wordt gezet, verschijnt het personage online in het spel. De Nederlandse stem wordt voor het spel ingesproken door Jan Elbertse.